# 薬王寺 (山梨県市川三郷町)
薬王寺（やくおうじ）は山梨県西八代郡市川三郷町上野にある寺院。宗派は高野山真言宗。山号を河浦山と号し、院号を多聞院と号す。本尊は多聞天（毘沙門天）。甲斐国三十三観音霊場の第1番札所。甲斐百八霊場の第95番札所。

## 概要
寺記によれば、天平18年（746年）に聖武天皇の勅願により、行基が自彫の多聞天を安置し創建し、開山は観全という。もとは法相宗の寺院であったが、その後尊澄が再興した際に真言宗に改宗した。山号は、芦川に由来している。
天長9年（832年）には淳和天皇から、天治元年（1124年）には源義清から、貞和3年（1347年）には武田信重から寺領を賜り、その後武田氏の祈願所とされるなど庇護を受けた。 武田信玄から川中島の戦いの際に、信濃国の長沼の陣中から戦勝祈願の依頼をされた。天正10年（1582年）に甲斐国に攻め込んできた織田信長軍による甲州征伐の際に、徳川家康が穴山信君の導きにより薬王寺の文殊院に陣取ったという。天正11年（1583年）には徳川家康から寺領を寄進され、寛永19年（1642年）には徳川家光から寺領を寄進され、江戸幕府や歴代将軍からも庇護されたという。また、薬王寺は甲斐国真言宗七檀林の一つに列せられていた。
甲斐国に流されていた良純入道親王が、明暦元年（1655年）に興因寺より当寺にうつり、万治2年（1659年）に勅許によって帰京するまで5年間滞在していた。その後、文化9年（1812年）に 京都府の知恩院から良純入道親王の遺物が送られた。
慶安年間（1648年-1652年）と正徳4年(1714年)に火災にあうものの、享保4年（1719年）から享保9年（1724年）にかけて現在の伽藍が再建された。
明治7年（1874年）には、薬王寺の末寺の大真寺が火災により再興不可能で廃寺となった際に、大真寺本尊の十一面観世音菩薩が客仏として当寺に移った｡『甲斐国志』によれば、大真寺は大同年間（806年-810年）の創建であり、その後の寺歴は不明であるが、大永4年（1524年）に再建されたものの、天正年間（1573年-1592年）に兵火にあい、永禄年間（1558年 – 1570年）に再建されたとのことである。そして、その十一面観世音菩薩は、甲斐国三十三観音霊場の1番札所の本尊として信仰をあつめた。。

## 伽藍
- 庫裏
- 客殿
- 玄関
- 鐘楼門
- 東照宮
- 観音堂

## 御詠歌
市川や
千歳をわたす
迎い舟
後の世までも
安く渡さん

## 前後の札所
甲斐国三十三観音霊場
1 薬王寺　--　2 永源寺
甲斐百八霊場
94  光勝寺　--　95  薬王寺　--　96  宝寿院　

## 周辺
- 光勝寺 - 甲斐国三十三観音霊場第３番札所
- 東海旅客鉄道（JR東海）CC 身延線 芦川駅
- みたまの湯（三珠地区）
- 大門碑林公園 （市川大門地区）
- 歌舞伎文化公園 （上野地区）